# Domingo Moriones y Murillo
Domingo Moriones y Murillo (Leache, 1823-Madrid, 1881) fue un militar español que participó en las guerras carlistas en el bando de los liberales. También fue gobernador de Filipinas.

## Biografía
En 1872 comandó las tropas que derrotaron a las fuerzas carlistas del pretendiente don Carlos en la acción de Oroquieta, por lo que recibió el cargo de teniente general y el título nobiliario de marqués de Oroquieta. En 1873 fue nombrado capitán general de Castilla la Nueva y general en jefe del ejército del Norte.
Cuatro años después fue destinado a Filipinas con el empleo de capitán general y gobernador de las islas.
En recuerdo suyo lleva el nombre de Oroquieta la ciudad filipina capital de la provincia de Misamis Occidental.